# 老挝人民革命党中央委员会
老挝人民革命党中央委员会是老挝人民革命党的中央最高权力机构，经全国代表大会选举产生。中央委员会选出总书记、中央政治局、中央书记处、老挝人民革命党中央国防与治安委员会、老挝人民革命党中央纪律检查委员会等机构及其负责人。中央委员会在全国代表大会闭会期间执行其决议，领导党的工作，中央委员会会议由政治局召集，闭会期间由政治局行使其职权。总书记是老挝人民革命党的最高负责人，也是老挝人民民主共和国实际上的最高领导人。从1991年（五大）到2006年（八大），总书记职务曾经改为「主席」。老人革党中央总书记兼任党中央国防与治安委员会主席，作为老挝武装力量和老挝人民军的最高统帅。总书记一般还会兼任老挝国家主席或者老挝政府总理的职务。老挝人民革命党中央委员会“成立于1955年，是老挝人民革命党内的最高权力机构。 它是由党的全国代表大会定期选举产生的。

## 历任主要负责人
| No. | 职务             | 姓名 (生卒)              | 在职           | 离职           | 图片 |
| --- | ---------------- | ------------------------ | -------------- | -------------- | ---- |
| 1   | 中央委员会总书记 | 凯山·丰威汉 (1920－1992) | 1955年3月22日  | 1991年3月29日  |      |
| 1   | 中央委员会主席   | 凯山·丰威汉 (1920－1992) | 1991年3月29日  | 1992年11月24日 |      |
| 2   | 中央委员会主席   | 坎代·西潘敦 (1924－)     | 1992年11月24日 | 2006年3月21日  |      |
| 3   | 中央委员会总书记 | 朱马利·赛雅贡 (1936－)   | 2006年3月21日  | 2016年1月22日  |      |
| 4   | 中央委员会总书记 | 本扬·沃拉吉 (1937－)     | 2016年1月22日  | 2021年1月15日  |      |
| 5   | 中央委员会总书记 | 通伦·西苏里 (1945－)     | 2021年1月15日  | 现任           |      |

## 机构设置
- 中央政治局
- 中央书记处
- 中央国防与治安委员会
- 中央纪律检查委员会
- 中央办公厅
- 中央组织部
- 中央宣教部
- 中央对外部
- 中央经济部
- 中央内政部
- 中央民运部